# Riku Cučija
Riku Cučija (japonsky 土屋 陸, Cučija Riku; * 14. prosince 1997 Karuizawa) je japonský rychlobruslař.
V letech 2016–2017 startoval v závodech juniorského Světového poháru a na juniorských šampionátech, ale během následující sezóny 2017–2018 se objevoval pouze na domácích startech v Japonsku. Mezi seniory začal na mezinárodní úrovni závodit v roce 2018, kdy debutoval také Světovém poháru. Představil se rovněž na Mistrovství světa ve víceboji 2019. Na Mistrovství světa na jednotlivých tratích 2020 získal ve stíhacím závodě družstev stříbrnou medaili.